# Clara Høgh-Poulsen
Clara Høgh-Poulsen (født 26. Maj 1998 i Viborg) er en dansk tidligere håndboldspiller som spillede venstre back for Viborg HK. Hun debuterede som 17 årig i en EHF-Cup kamp mod Slavia Prag. Hendes søster Marie Høgh-Poulsen er også professionel håndboldspiller.
Clara Høgh-Poulsen stoppede karriene i 2018 som kun 20-årig. Hun spillede hele karrieren i Viborg. Hun fortsatte dog håndbolden i 3. division for Viborg HK's andethold.